# Хилари Даф
Хилари Ерхард Даф (енгл. Hilary Erhard Duff; Хјустон, 28. септембар 1987) америчка је глумица, предузетница, певачица, текстописац, продуценткиња и списатељица. Даф је започела глумачку каријеру у младим годинама и брзо је добила етикету тинејџерског идола као насловни лик телевизијске серије Лизи Макгвајер (2001–2004) и у биоскопском филму заснованом на серији Лизи Макгвајер: Филм (2003). Након тога, појавила се у бројним филмовима, са главним улогама у филмовима Кадеткиња Кели (2002), Агент Коди Бенкс (2003), Што више то боље (2003), Прича о Пепељуги (2004) и Што више то боље 2 (2005). Касније је почела да се појављује у независним филмовима играјући шири спектар улога, попут промискуитетне поп звезде филму War, Inc. (2008), самоубилачке и бунтовне тинејџерке у филму Грета (2009) и као драматични насловни лик у контроверзном филму Прогоњење Шерон Тејт (2019). Такође је извршна продуценткиња неколико пројеката у којима је глумила, као што су филмови Грета, Лепотица и актовка (2010) и Прогоњење Шерон Тејт. Од 2015. до 2021. године, глумила је у улози Келси Питерс хумористичко-драмској серији Млађа за коју је 2016. и 2017. године добила номинације за People's Choice Awards.
Даф је први пут дошла до изражаја у музици након што је издала свој дебитантски студијски албум са темом Божића, Santa Claus Lane (2002), преко Walt Disney Records-а. Тада је уживала значајан комерцијални успех и платинасте и златне сертификате са својим следећим студијским албумима издатим преко Hollywood Records-а, укључујући Metamorphosis (2003), Hilary Duff (2004), Most Wanted (2005) и Dignity (2007). Последњи је стекао признање за експериментисање са денс музиком, упркос непопуларности жанра у то време. Након музичке паузе, Даф је потписала уговор са RCA Records-ом за њен пети студијски албум, Breathe In. Breathe Out. (2015), који је дебитовао на првих пет позиција на главним тржиштима: САД и Канади. Поред музике и глуме, такође је коауторка трилогије романа, почев од романа Elixir (2010), који је постао бестселер Њујорк тајмса, а затим следе наставци Devoted (2011) и True (2013).
Успех Даф у индустрији забаве натерао ју је да крене у посао са сопственим модним линијама попут Stuff by Hilary Duff, Femme for DKNY, а недавно и колекција „Muse x Hilary Duff”, заједнички рад са GlassesUSA-ем који је заслужан за повећану продају премијум брендова GlassesUSA-а. Такође је инвестирала у низ предузећа, од козметике до дечијих производа. Године 2019. именована је за главну директорку за бренд линија производа „Happy Little Camper” и „Veeda”. Даф је била предмет медијске пажње током целе каријере, са фокусом на њене романтичне везе и имиџ у јавности, посебно на везу са Арон Картер и Џоелом Маденом док је била тинејџерка. Даф је био два пута удата, прво од 2010. до 2016. године са бившим професионалним хокејашем Мајком Комријем, а касније од 2019. године за продуцента и кантаутора Метјуом Комом. Даф је такође позвана као инспирација за наредне тинејџерске звезде Disney-ја попут Мајли Сајрус, Деми Ловато, Бриџит Мендлер и Селене Гомез и продала је око 15 милиона плоча од свог дебија 2002. године.

## Живот и каријера

### 1987–99: Детињство и почетак каријере
Хилари Ерхард Даф је рођена 28. септембра 1987, у Хјустону. Одрасла је између Хјустонa и Сан Антонија са својим оцем Роберт Ерхард Даф, који је имао ланац продавница у две области, са мајком Сузан Даф, домаћицом која је постала филмски и музички продуцент и са својом старијом сестром Хејли Даф, која је такође глумица и певачица. Хилари и Хејли су узимале часове певања и балета, па су са 6 и 8 година добиле улоге у локалном позоришту.
Све више су се интересовале за шоу бизнис, па су се са својом мајком преселиле у Калифорнију 1993. док је њихов отац остао у Хјустону због посла. Сестре су ишле на аудиције неколико година и појавиле су се у доста телевизијских реклама. Због своје глумачке каријере Хилари је од 8 године школована код куће.
На почетку своје Still Most Wanted Tourглумачке каријере Хилари се прво појавила као статиста у мини серији True Women (1997) и у филму Playing by Heart (1998). Њена прва запаженија улога била је као млада вештица Венди у филму Casper Meets Wendy (1998). После појављивања у споредној улози као Ели у филму The Soul Collector (1999) Хилари је добила Young Artist Award за најбољи перформанс у ТВ филму или серији (Споредна млада глумица).

### 2000—02: Пробој са Лизи Мекгвајер
У марту 2000, Хилари се појавила у малој гостујућој улози у серији Chicago Hope, баш пре него што је добила улогу у пилот епизоди NBC серије Daddio. Глумац Мајкл Чиклис који је глумио са њом у серији рекао је: "Након што сам радио са Хилари првог дана, сећам се да сам рекао својој жени, ова млада девојка ће бити филмска звезда!". Ипак пре емитовања серије, продуценти су је заменили са близанцима. Након овога Хилари није желела више да се бави глумом.
Међутим, недељу дана касније добила је улогу Лизи Мекгвајер у истоименој серији, након што је њена мајка, која је била њен менаџер у то време, убедила да оде на аудицију. Хилари је глумила смотану тинејџерку чији је сан био да се уклопи и да буде популарна. Серија је светски прославила Хилари међу тинејџерима и адолесцентима. Серија је по први пут емитована на Дизни каналу 12. јануара 2001. и имала је одличан рејтинг са 2,3 милиона гледалаца по епизоди. Након што је Хиларин уговор са 65 епизода истекао, серија се завршила. Иако је Дизни желео да сними још епизода и филмова, планови су пропали, јер по речима Хилариног тима није била довољно плаћена.
Следећа Хиларина улога била је у америчко-француском филму Human Nature (2002) у којој је глумила млађу верзију женског природњака коју је глумила Patricia Arquette. Филм је приказан на Филмском фестивалу у Кану и Sundance фестивалу. Након тога глумила је девојку слободног духа у строгој војној школи, у филму Дизни канала Cadet Kelly (2002), који је постао најгледанији програм од оснивања канала.
Хилари је постала заинтересована за музичку каријеру након присуствовања на концерту Radio Disney у 2001. Имала је вокалне часове још пре него што је и започела глумачку каријеру. Касније је наставила са часовима и постала је један од клијената од Андре Реке-а за Холивуд Рекордс. Музичка каријера од Хилари започела је са појављивањем на два саундтрака: у 2002. појавила се на саундтреку за серију Лизи Мекгвајер, на којем је препевала песму I Can't Wait од Brooke McClymont која је доживела огромни успех на Radio Disney, и на компилацији DisneyMania на којој је отпевала песму The Tiki Tiki Tiki Room.
Исте године издала је празнични албум Santa Claus Lane (2002) који је био компилација Божићних песама укључујући дуете са њеном сестром, Lil' Romeo и Christina Milian. Са само једним синглом Tell Me a Story (About the Night Before) албум се нашао на 154 месту америчке Billboard 200 албум топ листе и постао је златни албум (продао је преко 500.000 копија). Иако су њене песме биле хитови на Радио Дизнију, укључујући Why Not и What Dreams Are Made Of, које су обе биле у филму Лизи Мекгвајер, њен менаџер Андре је желео да привуче и старију публику.
Хилари је била у вези са поп певачем Aaron Carter између 2001. и 2003. пре него што је почео да се виђа са Линдси Лоан. Арон је касније раскинуо са Линдзи и поново почео да излази са Хилари, што је изазвало свађу између глумица.

### 2003: Metamorphosis, Агент Коди Бенкс и Што више, то боље
Хилари је издала свој први албум Metamorphosis у 2003. Албум је добио помешане оцене од музичких критичара, неки су га сматрали добрим тинејџерским албум, док су други мислили да је албум само промотивни трик и да му фали суштина. И поред тога албум је достигао прво место на Billboard 200 албум топ листи и продао преко 5 милиона копија до 2005. године. Први сингл So Yesterday био је топ 10 хит у неколико држава, али није имао велики успех у Америци; други сингл Come Clean је имао исти успех и изабран је за уводну мелодију серије Laguna Beach: The Real Orange County. Трећи сингл Little Voicе није издат у Америци, али је био мањи хит у Аустралији.
Хилари је касније промовисала албум са турнејом која је трајала од новембра до децембра 2003. године. Већина концерта у великим градовима су били распродати. Овим албумом Хилари је освојила Kids' Choice Award за омиљену певачицу, као и World Music Awards за најбољу нову певачицу у 2004. Пре него што је кренула на још једну турнеју по Америци снимила је обраду песме Our Lips Are Sealed групе The Go-Go's са својом сестром Хејли за филм A Cinderella Story.
У 2003, Хилари је добила своју прву већу улогу у филму Агент Коди Бенкс са глумцем Френкијем Мунизом. Филм је добио позитивне оцене, а Хиларин перформанс оцењен као шармантан. Исте године, Хилари је репризирала своју улогу као Лизи Мекгвајер за истоимени филм. Добио је помешане оцене. Касније, исте године, Хилари је глумила једно од дванаесторо деце Стив Мартин и Бони Хант у филму Што више то боље, римејк филма из 1950. године. Ово је њен најуспешнији филм до данас, иако није добила похвале за овај наступ.
Такође се појавила у неколико ТВ серија, у серији George Lopez се појавила два пута, у 2003. када је глумила продавачицу шминке и 2005. када је глумила песникињу. Појавила се и у серији American Dreams са својом сестром Хејли, док се у 2005. појавила у серији Joan of Arcadia.

### 2004–06: Hilary Duff, Cheaper by the Dozen 2 и Most Wanted
У јулу 2004, шеснаестогодишња Хилари је почела да излази са Joel Madden, певачем из групе Гуд Шарлот, који је у то време имао 25 година. После дужих спекулација таблоида, Сузан, мајка од Хилари, објавила је њихову везу у интервју за магазин Seventeen у јулу 2005. У новембру 2006. Хилари и Џоел су раскинули. Исте године, родитељи од Хилари су се растали после 22 године брака. Она је о томе писала у својим песмама Stranger и Gypsy Woman за њен четврти студијски албум.
Њен други студијски албум Hilary Duff изашао је на њен 17. рођендан у 2004. Овог пута била је више укључена у стварању албума, помогла је у писању неких песама. Албум има мало више рок звука него претходни, што се критичарима није допало и упоредили су је са Аврил Лавињ и Ashlee Simpson. Без обзира што два сингла Fly и Someone's Watching Оver Me нису били велики хитови, албум је дебитовао на другом месту Америчке Билборд Топ 200 листе и продао 192.000 копија у првој недељи и постао њен други број један албум у Канади. Албум је продао 1,8 милиона копија у Америци.
У 2005. изашао је њен следећи албум, компилација Most Wanted, који је имао три нове песме, песме са претходна два албума и ремиксе. Албум је углавном добио негативне критике, који су сматрали да је излазак преурањен и да Хилари нема довољно материјала за компилацију. Ипак нове песме Wake Up, Beat of My Heart, и Break My Heart, на којима је радила са тадашњим дечком Џоелом и његовим братом, су добиле позитивне оцене, критичари су рекли да су се издвајале од остатка албума. Нашао се на 1. месту Билборд 200 листе, што је био њен други албум на првом месту у Америци, и трећи узастопни албум на првом месту у Канади. Продао је преко 200.000 копија у првој недељи изласка и за месец дана је постао платинасти албум (продао преко милион копија). Са овим албумом је по први пут кренула на светску турнеју Still Most Wanted Tour, турнеја је почела у јулу 2005. и трајала све до септембра 2006. У 2006. је такође издала и компилацију 4Ever, али само за италијанско тржиште. Поново се удружила са својом сестром и снимила обраду Мадонине песме Material Girl за саундтрек филма у којем су обе имале главне улоге, Material Girls.
У 2004, глумила је у романтичној комедији A Cinderella Story са Чед Мајкл Мерејом. Филм је углавном добио негативне критике, али и поред тога је био успешан, а неки критичари су били импресионирани Хиларином глумом. Касније, исте године глумила је и у филму Raise Your Voice, њеном првом драматичном филму. Иако су је критичари хвалили што се појавила у озбиљнијој улози, него у претходним филмовима, филм није био превише успешан.
Њене следеће улоге су биле у филмовима The Perfect Man и у наставку филма из 2003. године Cheaper by the Dozen 2. Хилари и њена сестра су позајмиле гласове за анимирани филм Foodfight! у 2005, али филм никад није изашао како је планирано. У 2006. Хилари се по први пут нашла на филмском платну са својом сестром Хејли у филму Material Girls.
У 2006. Хилари је била прогоњена од стране деветнаестогодишњег Руса, који је идентификован као Макс и његовог педесетогодишњег цимера Дејвида. Она је поднела кривичну пријаву против њих двоје, тврдећи да је Макс претио да ће се убити ако не добије њену пажњу, као и непријатеље који му стоје на путу, мислећи на њеног тадашњег дечка Џоела. Макс је касније идентификован као "Maksim Myaskovskiy" и одлежао је у затвору 117 дана.

### 2007–09: Dignity, Best of Hilary Duff, и независни филмови
Хилари је за свој трећи албум Dignity написала песме са Каром Диогарди, која је била продуцент на албуму заједно са Richard Vission, Tim & Bob и Rhett Lawrence. За разлику од претходна 2 албума на којима преовлађује поп-рок звук, на овом је заступљен денс-поп и електро-поп звук и има више употребе инструмената.. Текстови су били инспирисани животом Хилари претходних година. Критике су углавном биле позитивне; критичари су хвалили текстове и њен нови правац у музици. Дебитовао је на трећем месту Билборд 200 листе, албум је продао најмање од свих њених претходних албума. Ипак овим албумом Хилари је добила свој највећи хит у Америци, у каријери With Love, који се нашао на 24. месту Билборд листе, али се такође нашао на 1. месту Билбордових Денс/Клуб песама, као и њен следећи сингл Stranger. Албум се нашао у топ 10 листа у неколико држава и постао је златни албум (продао преко 500.000 копија), а у свету је продао преко милион копија. Касније је кренула на своју четврту турнеју, којом је обишла Северну Америку, Бразил и Аустралију.
Пре повратка у свет музике Хилари је снимила документарац за МТВ из два дела који се звао Hilary Duff: This Is Now. Снимање је трајало две недеље, а снимано је у Европи и Америци. По први пут је емитовано у Априлу 2007. на МТВ-у.
Хилари је добила улогу у филму Рат, Компанија у 2008. Њена улога као азијска поп звезда добила је веома добре оцене од стране критичара, а улогу Хилариног партнера имао је српски глумац Сергеј Трифуновић. Хилари је снимила две песме за ову улогу, Boom Boom Bang Bang и I Want to Blow You Up. Филм је издат крајње ограничено у само два биоскопа у Америци. Касније је отворен за више од тридесет биоскопа широм Америке. У биоскопима је престао да излази 7, августа, 2008. и зарадио 580,862 долара..
Последњи албум који је Хилари издала за Холивуд Рекордс била је још једна компилација Best Of Hilary Duff (2008). Као и њена претходна компилација овај албум је садржао ремиксе, песме са претходних албума и нове две песме: Reach Out и "Holiday". "Reach Out" је садржао матрицу из песме Personal Jesus групе Депеш Мод. Ова песма је била први и једини сингл са овог албума и постао је трећи број један хит на Билборд Денс/Клуб топ листи. Албум се нашао тек на 125. месту Билборд 200 листе. Хилари се надала да изда "Holiday" као сингл и да напише трећу нову песму за албум, али је Холивуд Рекордс поништио те планове, што је један од разлога зашто је Хилари одлучила да напусти ту издавачку кућу. У 2009. Хилари је издала песму "Any Other Day" за саундтрек филма у којем је и она глумила What Goes Up.
У 2009. глумила је у два независна драма филма. У првом Грета имала је улогу самоубилачке и бунтовне тинејџерке Грете. Добио је помешане критике, али је једна од најозбиљнијих улога које је Хилари имала до сада. Други је био What Goes Up, он је такође добио помешане оцене.
Требало је да Хилари има главну улогу Bonnie Parker у римејку филма Bonnie and Clyde под називом "Прича о Бони и Клајду", али у лето 2011. је добила отказ, неколико дана након што је објавила да је трудна. По речима продуцената, Хилари није била у могућности да снима до јуна следеће године, а требало је да снимање почне пре краја године, међутим филм све до данас није направљен.
Одбила је главну улогу у серији Beverli Hils, 90210, јер је желела да се појављује у озбиљнијим улогама. Међутим касније се појавила у 6 епизода треће сезоне тинејџерске серије Трачара. Следеће године добила је награду Teen Choice Award за Best Female Scene Stealer. У априлу исте године појавила се у серијама Шапат духова и Закон и ред: Одељење за жртве.

### 2010-данашњица: Породица, Бладворт и пети студијски албум
У 2007. Хилари је почела да излази са Канадским НХЛ играчем Мајк Комријем. Хилари и Мајк су се верили у фебруару 2010. године, а венчали се у августу исте године. Хилари је родила сина, 20. марта 2012, а његово име је Лука Круз Комри. У јануару, 2014. Хилари и Мајк су објавили да се разводе, после три године брака, али да је њихова одлука пријатељска, али и да ће остати блиски и да ће заједно делити старатељство.
У 2010. Хилари је глумила у ТВ филму Beauty & the Briefcase канала ABC Family, у којем је имала улогу модне новинарке. Филм је имао рејтинг од 2,4 милиона гледалаца. Појавила се и у независном филму Бладворт, у којем је имала улогу младе девојке Рејвен Ли Хелфејкер. Добила је одличне критике за овај филм. 2011. се појавила у филму Stay Cool у којем је имала улогу средњошколке Шасте О'Нил, а поред ње у филму су се још појавили и Винона Рајдер и Шон Астин. У 2012. појавила се у јако малој улози глумице Ким Поверс у филму She Wants Me.
У августу 2012. потписала је уговор са 20th Century Fox који је требало да јој обезбеди ТВ комедију од 20 минута, у којој ће она да глуми и да буде продуцент. Међутим уговор се распао, али се она уместо тога појавила у гостујућим улогама у серији Raising Hope и у финалу 10. сезоне серије Два и по мушкарца.
У 2013. је позајмила глас за цртани филм Wings заједно са глумцем Џош Думелом. До краја јула 2013. Хилари је завршила снимање филма Flock of Dudes, чија се премијера очекује у 2014.
У јануару 2012. Хилари је потврдило преко свог твитер профила да је почела да снима песме за следећи албум. Како год, у августу 2013, у интервјуу за сајт "idolator.com" потврдила је да песме које је снимала у 2012. се неће наћи на албуму, јер јој се није свидео звук. Такође је рекла да хоће да сними албум са електро-денс песмама. У септембру 2013. Хилари је поставила слику из студија којом је потврдила да је почела снимањем за нови албум и открила је да је радила са продуцентом Billy Mann на песми Better Days, који је већ радио са певачицама као што су Пинк, Робин и Селин Дион.
Дана 20. новембра је објављено да ће се Хилари појавити у специјалној епизоди дечије ТВ серије Dora the Explorer у којој је позајмила свој глас, певала и реповала.
Дана 4. децембра 2013. Хилари је у интервју за Канадску ТВ потврдила да је завршила већ 6 песама за албум и да би хтела да први сингл изда у пролеће 2014, а албум на јесен.
Дана 15. јануара 2014. објављено је да ће се Хилари појавити у пилот епизоди нове серије Younger са глумицом Sutton Foster. Серија је базирана на роману списатељице Pamela Redmond Satran, а главни продуцент је Darren Star, који је већ имао хит серије као што су Секс и град, Беверли Хилс 90210 и Мелроуз Плејс. Серија би требало да се емитује на каналу TV Land, а снимање почиње у фебруару 2014.

## Предузетничка каријера
Хилари је своју предузетничку каријеру започела 2004. године. Првобитно је лансирала модну линију Stuff By Hilary Duff која садржи одећу, обућу, ташне, накит и шминку. Комплетну модну линију Хилари сама креира. Једном је изјавила да воли свој предузетнички посао јер путује широм света да би промовисала своје модне линије. Такође, лансирала је и модну линију за псе Little Dog Duff.
Године 2006. лансирала је свој први парфем With Love... Hilary Duff. Спот за истоимену песму послужио је и као реклама за парфем. 2008. године издаје свој други парфем Wrapped With Love... Hilary Duff који је нова верзија претходног.
Септембра 2009. године Хилари је објавила да се њена прва модна линија неће више производити, јер она више нема удела у креирању гардеробе. Уместо тога, објавила је своју другу модну линију Femme For DKNY, коју сама креира.

## Остало
Хилари је била заштитно лице 3 познатих интернационалних компанија.
Хилари је била инспирација људима из компаније Мател, која производи популарну лутку барбику, да дизајнирају лутке на основу њеног лика. Компанија Мател је дизајнирала 6 лутки са њеним ликом, чак једна од њих има и мали мобилни телефон. Прва барбика са Хилариним ликом лансирана је 2004. године.
Године 2006, Хилари и њена чивава Лола су дебитовале и у компјутерској игрици The Sims 2: Pets.

## Филмографија

### Филм
| Филм  | Српски назив             | Изворни назив | Улога                         | Напомене                     |
| ----- | ------------------------ | ------------- | ----------------------------- | ---------------------------- |
| 1998. | Каспер упознаје Венди    |               | Венди                         |                              |
| 2002. | Људска природа           |               | млада Лила Џут                |                              |
| 2003. | Агент Коди Бенкс         |               | Натали Конорс                 |                              |
| 2003. | Лизи Макгвајер: Филм     |               | Лизи Макгвајер/Изабела Париђи | главна улога/дуална улога    |
| 2003. | Што више то боље         |               | Лорејн Бејкер                 |                              |
| 2004. | Прича о Пепељуги         |               | Саманта „Сам” Монтгомери      |                              |
| 2004. | Подигни глас             |               | Тери Флечер                   |                              |
| 2004. | У потрази за Деда Мразом |               | принцеза Кристал              | гласовна улога               |
| 2005. | Савршен човек            |               | Холи Хамилтон                 |                              |
| 2005. | Што више то боље 2       |               | Лорејн Бејкер                 |                              |
| 2006. | Сиромашне богаташице     |               | Танзи Маркета                 | такође продуценткиња         |
| 2008. | Н/Д                      |               | Јоника Бејбијеа               |                              |
| 2009. | Остани кул               |               | Шаста О'Нил                   |                              |
| 2009. | Сигурносно стакло        |               | Луси Дајмонд                  |                              |
| 2009. | Грета                    |               | Грета                         | такође извршна продуценткиња |
| 2011. | Бладворт                 |               | Рејвен Халфакри               |                              |
| 2012. | Она ме жели              |               | Ким Пауерс                    |                              |
| 2012. | Н/Д                      |               | Саншајн Гаднес                | гласовна улога               |
| 2013. | Н/Д                      |               | Винди                         | гласовна улога               |
| 2014. | Н/Д                      |               | Винди                         | гласовна улога               |
| 2016. | Гомила друштва           |               | Аманда Л. Бенсон              |                              |
| 2018. | Н/Д                      |               | Твинкл                        | гласовна улога               |
| 2019. | Прогоњење Шерон Тејт     |               | Шерон Тејт                    | такође извршна продуценткиња |

### Телевизија
| Година     | Српски назив                             | Изворни назив | Улога                     | Напомене                                |
| ---------- | ---------------------------------------- | ------------- | ------------------------- | --------------------------------------- |
| 1997.      | Праве жене                               | True Women    | додатна                   | без заслуга                             |
| 1999.      | Н/Д                                      |               | Ели                       | телевизијски филм                       |
| 2000.      | Чикаго Хоуп                              |               | Џеси Селдон               | 1. епизода                              |
| 2001–2004. | Лизи Макгвајер                           |               | Елизабет „Лизи” Макгвајер | водећа улога                            |
| 2001–2005. | Н/Д                                      |               | себе                      | интерстицијска серија                   |
| 2002.      | Кадеткиња Кели                           |               | Кели Колинс               | телевизијски филм / главни лик          |
| 2003–2005. | Џорџ Лопез                               |               | Стефани / Кензи           | 2. епизоде                              |
| 2003.      | Амерички снови                           |               | члан -а                   | 1. епизода                              |
| 2004.      | Фрејжер                                  |               | Бритни                    | гласовна улога; 1. епизода              |
| 2005.      | Н/Д                                      |               | Дилан Самјуелс            | 1. епизода                              |
| 2005.      | Н/Д                                      |               | себе                      | телевизијски филм                       |
| 2006.      | Бунтовници                               |               | себе / камео              | 1. епизода                              |
| 2007.      | Н/Д                                      |               | себе                      | 1. епизода                              |
| 2007.      | Н/Д                                      |               | себе                      | телевизијски документарац               |
| 2009.      | Шапат духова                             |               | Морган Џефриз             | 1. епизода                              |
| 2009.      | Ред и закон: Одељење за специјалне жртве |               | Ешли Вокер                | 1. епизода                              |
| 2009.      | Трачара                                  |               | Оливија Берк              | споредна улога (3. сезона), 6 епизода   |
| 2010.      | Лепотица и актовка                       |               | Лејн Данијелс             | телевизијски филм; такође продуценткиња |
| 2010.      | Заједница                                |               | Меган                     | 1. епизода                              |
| 2012.      | Пројекат модна писта                     |               | себе                      | 1. епизода                              |
| 2013.      | Васпитање за почетнике                   |               | Рејчел                    | 1. епизода                              |
| 2013.      | Два и по мушкарца                        |               | Стејси                    | 1. епизода                              |
| 2013.      | Дора истражује                           |               | ледена вештица Џесика     | гласовна улога; 1. епизода              |
| 2014.      | Н/Д                                      |               | себе                      | 3 епизоде                               |
| 2015–2021. | Млађа                                    |               | Келси Питерс              | главна улога                            |
| 2016–2017. | Н/Д                                      |               | себе                      | гостујућа водитељка; 3 епизоде          |
| 2018.      | Н/Д                                      |               | себе                      | 1. епизода                              |
| 2022.      | Како сам упознала вашег оца              | [ 63 ]        | Софи                      | у продукцији                            |

## Дискографија

### Студијски албуми
- 2003: Metamorphosis
- 2004: Hilary Duff
- 2007: Dignity
- 2015: Breathe In. Breathe Out.

### Остали албуми
- 2002: Santa Claus Lane
- 2007: Unlimited

### Мини-албуми
- 2003: Metamorphosis Remixes

### Компилације
- 2005: Most Wanted
- 2006: 4Ever
- 2008: Best Of

### DVD-ји
- 2003: All Access Pass
- 2004: Girl Can Rock
- 2004: Learning To Fly
- 2006: 4Ever

### Видеографија
| Спот                | Година | Режисер          |
| ------------------- | ------ | ---------------- |
| I Can't Wait        | 2002   | -                |
| Tell Me a Story     | 2002   | -                |
| Why Not             | 2003   | Елиот Лестер     |
| So Yesterday        | 2003   | Крис Ејплбаум    |
| Circle of Life      | 2003   | -                |
| Come Clean          | 2004   | Дејв Мејерс      |
| Our Lips Are Sealed | 2004   | Крис Ејплбаум    |
| Fly                 | 2004   | Крис Ејплбаум    |
| Wake Up             | 2005   | Марк Веб         |
| Beat of My Heart    | 2005   | Фил Хардер       |
| Play with Fire      | 2006   | Алекс/Мартин     |
| With Love           | 2007   | Метју Ролстон    |
| Stranger            | 2007   | Фатима Робинсон  |
| Reach Out           | 2008   | Филип Анделман   |
| Chasing the Sun     | 2014   | Деклан Вајтблум  |
| All About You       | 2014   | Деклан Вајтблум  |
| Sparks              | 2015   | Хана Лукс Дејвис |

## Књиге
Издавач: Simon & Schuster
- 2010: Elixir
- 2011: Devoted
- 2013: True